# CDC20
La proteïna de cicle de divisió cel·lular 20 (cell-division cycle 20) és un regulador essencial en la divisió cel·lular codificat pel gen CDC20 en humans. Sobre la base dels coneixements actuals, la seva funció principal és la d'activar la promoció de complexos anafàsic (APC), un complex format per 11-13 subunitats que inicien la separació de les cromàtides i permet el començament de l'anafase. El complex proteic APCCdc20 té dues funcions. El primer és dirigir-se al securin per destruir-lo, cosa que permet l'eventual destrucció de cohesió i separà les cromàtides germanes. També se centra en les fases S i M per a la destrucció de les ciclines, que inactiva la cinasa dependent de ciclina (Cdks) i permet a la cèl·lula a la sortida de mitosi. Una proteïna estretament relacionada, Cdc20homologue-1 (Cdh1) té un paper complementari en el cicle cel·lular.
La CDC20 sembla actuar com una proteïna reguladora interaccionant amb moltes altres proteïnes en múltiples punts en el cicle cel·lular. Cal per a dos microtúbuls dependents de processos: moviment nuclear abans de l'anafase, i separació dels cromosomes.

## Història
La CDC20, juntament amb un grapat d'altres proteïnes CDC, va ser descobert en la dècada de 1970 quan Hartwell i els seus companys van fer de la divisió de cèl·lules mutants del cicle que no van aconseguir completar, els esdeveniments més importants en el cicle cel·lular en la soca de llevat S. cerevisiae. Hartwell va trobar mutants que no van entrar en anafase i, per tant, no va poder completar la mitosi. Aquest fenotip podria estar influït pel gen CDC20. No obstant això, fins i tot després que la bioquímica de la proteïna va ser aclarida amb el temps, la funció molecular de la CDC20 va ser difícil d'assolir fins al descobriment de l'APC el 1995.

## Interaccions
S'ha demostrat que la CDC20 interacciona amb:
- ANAPC7[12][13]
- BUB1B,[13][14][15][16][17][18]
- CDC16,[12][13][16][19]
- CDC27,[12][13][16][19][20][21][22]
- Cyclin A1,[23]
- FBXO5,[24]
- HDAC1,[25]
- HDAC2,[25] and
- MAD2L1.[13][16][18][19][20][21][26][27][28][29][30][31]